# Penyrheol (Swansea)
Penyrheol (walisisch Pen-yr-heol) ist ein Ort in der Community Gorseinon in der walisischen Principal Area City and County of Swansea und ist namensgebend für den gleichnamigen Ward. Der Ort liegt ca. 7 mi (11 km) nordwestlich des Stadtzentrums von Swansea.

## Geographie
Penyrheol liegt zwischen dem River Loughor im Westen und der M 4 im Osten, am Nordrand von Gorseinon. Nach Norden gibt es Verbindung nach Grovesend, nachdem die Schiefer- und Kohle-Formation Grovesend Formation benannt ist.

## Kultur
Die Erste Tagesschule wurde 1880 in Penyrheol errichtet. Heute gibt es vor ORt zwei Schulen: eine Primary School und die Penyrheol Comprehensive School. Die letztere wurde am Samstag, 18. März 2006 durch Brandstiftung zerstört. Die Schäden beliefen sich auf £10 Mio. Die Schule wurde erst am 4. September 2009 wieder eröffnet.
Das Penyrheol Leisure centre ist das lokale Sportgelände mit Schwimmbad, Gymnastik-Hallen und Theater. In diesem Schwimmbad trainiert der Penyrheol Swimming Club.